# 尼古拉-科茲萊沃
尼古拉-科茲萊沃，是保加利亞東北部舒門州尼古拉-科茲萊沃市鎮的村庄及行政中心，面積36平方公里，海拔高度285米，2015年人口822，人口密度每平方公里22.8人。